# Medicosma sessiliflora
Medicosma sessiliflora är en vinruteväxtart som först beskrevs av Cyril Tenison White, och fick sitt nu gällande namn av Thomas Gordon Hartley. Medicosma sessiliflora ingår i släktet Medicosma och familjen vinruteväxter. Inga underarter finns listade i Catalogue of Life.